# Janusz Tyszkiewicz Łohojski
Janusz Tyszkiewicz Łohojski herbu Leliwa, Janusz Tyszkiewicz z Łahojska (ur. 1590, zm. 1649) – wojewoda kijowski w latach 1630–1648, starosta żytomierski w latach 1629–1649, znaczny magnat, wojskowy, i polityk Rzeczypospolitej Obojga Narodów, starosta śniatyński w 1641 roku, marszałek sejmiku żytomierskiego w 1629 roku, rotmistrz wojska kwarcianego w 1627 roku.
Poseł kijowski na sejm 1623 roku. Jako senator wziął udział w sejmach: 1632 (I), 1632 (III), 1645, 1648 (II) i 1649 roku.
Syn Teodora Fryderyka i Zofii z Zasławskich. 
W 1620 roku wziął udział w wyprawie cecorskiej i trafił do niewoli tureckiej. Cztery lata później z własnym oddziałem Ukraińców koni 400 i piechoty 100 walczył z Tatarami pod Martynowem. W 1629 roku bronił Kijowszczyzny przed ordą krymską i nogajską pod Stefanem Chmieleckim. 
Był elektorem Władysława IV Wazy z województwa kijowskiego w 1632 roku. W 1636 roku dokonał najazdu na majątki swojej powinowatej Jadwigi Bełżeckiej z Jazłowieckich, niszcząc 70 wsi oraz miasta Jazłowiec, Gródek, Zaleszczyki, Czernelica. W 1641 roku wyznaczony został senatorem rezydentem. Był elektorem Jana II Kazimierza w 1648 roku z województwa kijowskiego, podpisał jego pacta conventa.